# TezJet Air

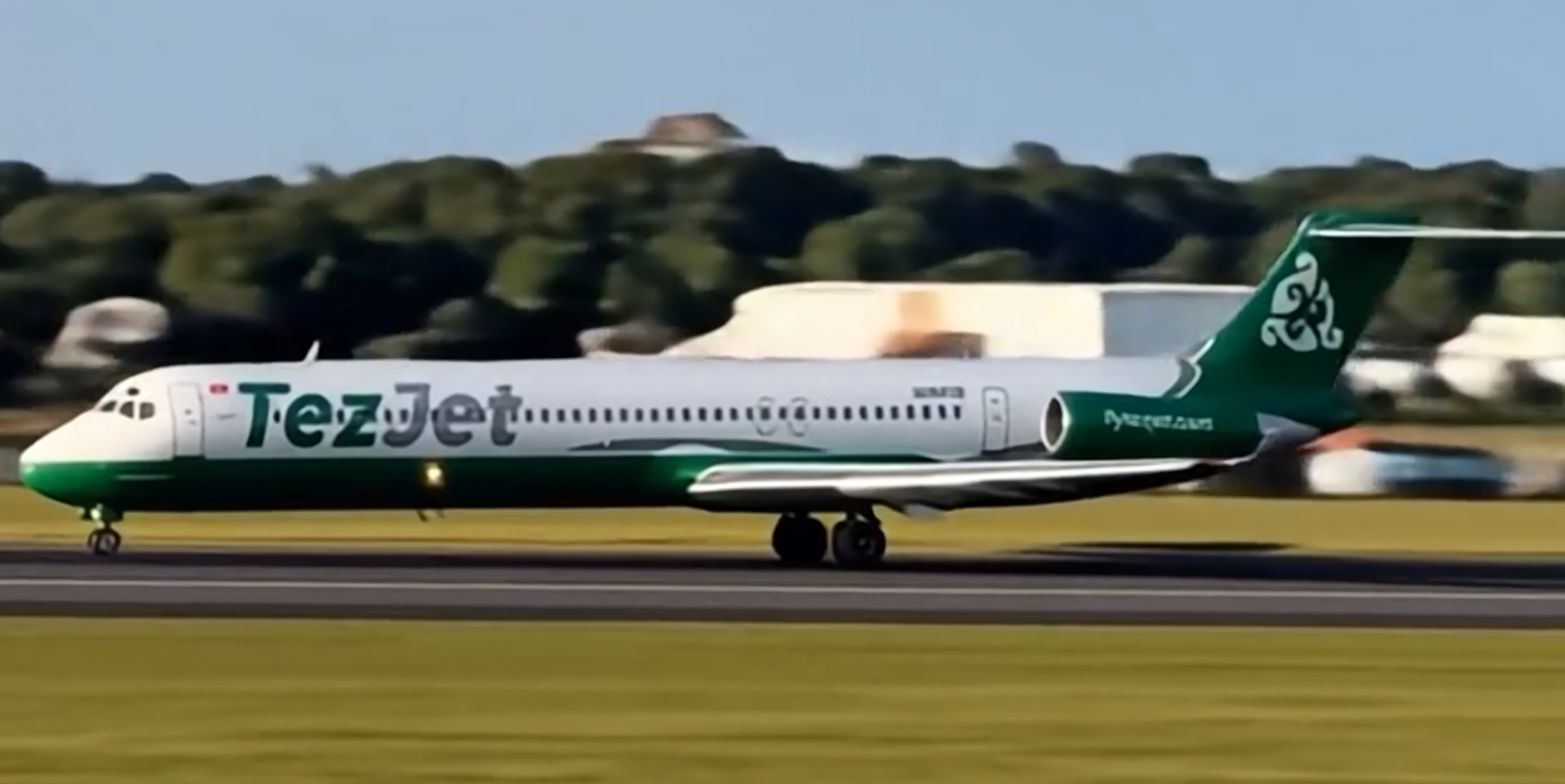
TezJet DC9-83 am Flughafen Glasgow, 4. Juli 2025

TezJet Air ist eine kirgisische Fluggesellschaft mit Sitz in Bischkek und Basis auf dem Flughafen Manas. Sie unterliegt (Stand Mai 2025) aufgrund schwerer Sicherheitsmängel dem Flugverbot in der gesamten Europäischen Union.

## Flotte
Mit Stand Mai 2025 besteht die Flotte der TezJet Air aus vier Flugzeugen mit einem Durchschnittsalter von 27,8 Jahren.
| Flugzeugtyp                 | Anzahl | bestellt | Sitzplätze | Anmerkungen            | Alter      |
| --------------------------- | ------ | -------- | ---------- | ---------------------- | ---------- |
| British Aerospace Avro RJ85 | 2      |          | 95 (-/95)  |                        | 28,2 Jahre |
| McDonnell Douglas DC9-83    | 1      | 1        | 166(-/166) | Letzte je gebaute DC-9 | 27,3 Jahre |
| Gesamt                      | 3      | –        |            |                        |            |

## Ehemalige Flugzeugtypen
- BAe 146-200